# Tchaj-nan
Tchaj-nan (znaky 臺南市, tongyong pinyin Táinán shìh, tchajwansky Tâi-lâm-chhī, anglicky Tainan) je centrálně spravovaná speciální obec a město na Tchaj-wanu. Jeho sousedé jsou město Kao-siung a Okres Ťia-i.
Tchaj-nan je považován za vůbec nejstarší tchajwanské město: Před příchodem Nizozemců známé jako Sakam, osada původních obyvatel z etnika Siraya, v letech 1624–1662 Zeelandia, hlavní město nizozemské kolonie, 1662–1687 Království Tungning, 1687–1887 čchingské hlavní město Tchaj-wanu. Je proslulé svými historickými památkami a charakteristickou místní kuchyní.

## Doprava
Tchaj-nan je napojen na Tchajwanskou železnici TRA i vysokorychlostní železnici THSR, vedoucí z Tchaj-peje do jihotchajwanského Kao-siungu. V jižní části města se nachází Mezinárodní letiště Tchaj-nan.

## Partnerská města
- Monterey, Kalifornie, Spojené státy americké (1965)
- Kwangdžu, Jižní Korea (1968)
- San Jose, Kalifornie, Spojené státy americké (1977)
- Kansas City, Missouri, Spojené státy americké (1978)
- Pasay, Filipíny (1980)
- Cavite, Filipíny (1980)
- Tagaytay, Filipíny (1980)
- Trece Martires, Filipíny (1980)
- Columbus, Ohio, Spojené státy americké (1980)
- Santa Cruz de la Sierra, Bolívie (1981)
- Port Elizabeth, Jihoafrická republika (1982)
- Orlando, Florida, Spojené státy americké (1982)
- Gold Coast, Queensland, Austrálie (1982)
- Fairbanks, Aljaška, Spojené státy americké (1983)
- Laredo, Texas, Spojené státy americké (1985)
- Oklahoma City, Oklahoma, Spojené státy americké (1986)
- Huntsville, Alabama, Spojené státy americké (1986)
- Carbondale, Illinois, Spojené státy americké (1991)
- Lovaň, Belgie (1993)
- Snohomish County, Washington, Spojené státy americké (1998)
- Ra'anana, Izrael (1999)
- Zacapa, Guatemala (2003)
- Elbląg, Polsko (2004)
- Keçiören, Turecko (2005)
- Cagayan de Oro, Filipíny (2005)